# Lista de jogos para Nintendo DS
Essa é uma lista de jogos lançados para o console portátil Nintendo DS. Os nomes dos jogos são sujeitos a modificações, assim como suas datas de lançamentos.

## Jogos
| Título                                                                                                   | Desenvolvedor        | Publicador                             | Japão                                                  | Europa                                                                                 | América do Norte        |
| --- | -------------------- | -------------------------------------- | ------------------------------------------------------ | -------------------------------------------------------------------------------------- | ----------------------- |
| 1 vs. 100                                                                                                | ECI                  | DSI Games                              | Não lançado                                            | Não lançado                                                                            | 3 de julho de 2008      |
| 100 Classic Book Collection                                                                              | Genius Sonority      | Nintendo                               | Não lançado                                            | 26 de dezembro de 2008                                                                 | 14 de junho de 2010     |
| 101-in-1 Explosive Megamix                                                                               | Nordcurrent          | Atlus Co.                              | Não lançado                                            | 28 de novembro de 2008                                                                 | 21 de abril de 2009     |
| 7 Wonders II                                                                                             | MumboJumbo           | Avanquest Software                     | Não lançado                                            | 30 de outubro de 2009                                                                  | 8 de dezembro de 2010   |
| 7 Wonders of the Ancient World                                                                           | Hot Lava Games       | MumboJumbo                             | Não lançado                                            | 27 de junho de 2008                                                                    | 17 de setembro de 2007  |
| 8BallAllstars                                                                                            | The Code Monkeys     | O-Games                                | Não lançado                                            | 7 de agosto de 2009                                                                    | 11 de maio de 2010      |
| Ace Attorney Investigations: Miles Edgeworth                                                             | Capcom               | Capcom                                 | 29 de maio de 2009                                     | 19 de fevereiro de 2010                                                                | 16 de fevereiro de 2010 |
| Actua Pool                                                                                               | Frontline Studios    | Zoo Digital Publishing                 | Não lançado                                            | 2 de fevereiro de 2007                                                                 | Não lançado             |
| Advance Wars: Days of Ruin                                                                               | Intelligent Systems  | Nintendo                               | Não lançado                                            | 25 de janeiro de 2008                                                                  | 21 de janeiro de 2008   |
| Advance Wars: Dual Strike                                                                                | Intelligent Systems  | Nintendo                               | 23 de junho de 2005                                    | 30 de setembro de 2005                                                                 | 22 de agosto de 2005    |
| Agatha Christie: The ABC Murders                                                                         | Dreamcatcher         | Dreamcatcher Interactive               | Não lançado                                            | 20 de novembro de 2009                                                                 | 9 de novembro de 2009   |
| Age of Empires: Mythologies                                                                              | THQ                  | Griptonite Games                       | Não lançado                                            | 6 de fevereiro de 2009                                                                 | 24 de novembro de 2008  |
| Age of Empires: The Age of Kings                                                                         | Majesco Sales Inc.   | Backbone Entertainment                 | Não lançado                                            | 10 de novembro de 2006                                                                 | 14 de fevereiro de 2006 |
| Air Traffic Chaos                                                                                        | Sonic Powered        | Majesco Games                          | 22 de fevereiro de 2007                                | 12 de junho de 2009                                                                    | 9 de setembro de 2008   |
| Alex Rider: Stormbreaker                                                                                 | THQ                  | Altron                                 | Cancelado                                              | 7 de julho de 2006                                                                     | 2 de outubro de 2006    |
| Alice in Wonderland                                                                                      | Etranges Libellules  | Disney Studios                         | Não lançado                                            | 5 de março de 2010                                                                     | 2 de março de 2010      |
| Aliens in the Attic                                                                                      | Engine Software      | Playlogic                              | Não lançado                                            | 14 de agosto de 2009                                                                   | 4 de agosto de 2009     |
| Aliens: Infestation                                                                                      | WayForward           | Sega                                   | 11 de outubro de 2011                                  | 30 de setembro de 2011                                                                 | 11 de outubro de 2011   |
| All Kamen Rider: Rider Generation                                                                        | Bandai               | Bandai                                 | 4 de agosto de 2011                                    | Não lançado                                                                            | Não lançado             |
| All Star Cheer Squad                                                                                     | Gorilla Games        | THQ                                    | Não lançado                                            | 14 de novembro de 2008                                                                 | 24 de novembro de 2008  |
| Allied Ace Pilots                                                                                        | Ghostlight           | Ghostlight                             | Não lançado                                            | 30 de outubro de 2009                                                                  | Não lançado             |
| Alvin and the Chipmunks                                                                                  | Sensory Sweep        | Brash Entertainment                    | Não lançado                                            | 7 de dezembro de 2007                                                                  | 4 de dezembro de 2007   |
| Animal Crossing: Wild World (WF)GameSpot                                                                 | Simulação            | Nintendo                               | Nintendo                                               | 2005 - 23 de novembro 2005 - 5 de dezembro 2005 - 7 de dezembro 2006 - 31 de março     |                         |
| Animal Planet (UR)                                                                                       |                      | Conspiracy Entertainment               |                                                        |                                                                                        |                         |
| Animaniacs: Lights, Camera, Action! (EU) (NA)GameSpot                                                    |                      | Ignition Entertainment                 | Ignition Entertainment                                 | 4 de agosto de 2005 14 de novembro de 2005                                             |                         |
| Anno (UR)                                                                                                |                      | Keen Games                             |                                                        |                                                                                        |                         |
| Arcade Classics Volume 1 (UR)GameSpot                                                                    |                      | Play It!                               | Play It!                                               |                                                                                        |                         |
| Armored Core (UR)                                                                                        |                      | From Software                          |                                                        |                                                                                        |                         |
| Arthur and the Invisibles (EU) (NA)GameSpot                                                              |                      | Étranges Libellule, Neko Entertainment | Atari                                                  | 9 de janeiro de 2007 2 de fevereiro de 2007                                            |                         |
| ASH: Archaic Sealed Heat (UR)GameSpot                                                                    | Estratégia RPG       | Mistwalker, Racjin                     | Nintendo                                               | 4 de outubro de 2007                                                                   |                         |
| Asphalt Urban GT GameSpot                                                                                | Racing               | Gameloft                               | Ubisoft                                                | 17 de novembro de 2004 24 de fevereiro de 2005 11 de março de 2005 30 de junho de 2005 |                         |
| Asphalt: Urban GT 2 GameSpot                                                                             | Racing               | Virtuous, Game Source                  | Ubisoft                                                | 14 de novembro de 2006 24 de novembro de 2006 30 de novembro de 2006                   |                         |
| Atsumare! Power Pro Kun no DS Koushien GameSpot                                                          |                      | Konami                                 | Konami                                                 | 3 de agosto de 2006                                                                    |                         |
| Attack of the Dragon (UR)                                                                                |                      |                                        | Buena Vista Games                                      |                                                                                        |                         |
| ATV: Quad Frenzy GameSpot                                                                                | Racing               | Skyworks                               | Majesco Games                                          | 2005 - 14 de novembro 2006 - 16 de junho                                               |                         |
| Avalon Code                                                                                              | Action RPG           | Matrix Software                        | Marvelous Interactive Rising Star Games XSEED Games    | 2008 - 1.º de novembro 2009 - 10 de março 2010 - 12 de março                           |                         |
| Avatar: The Last Airbender GameSpot                                                                      | Adventure RPG        | THQ                                    | THQ                                                    | 2006 - 10 de outubro 2007 - 9 de fevereiro                                             |                         |
| Avatar: The Burning Earth                                                                                |                      | THQ                                    | THQ                                                    |                                                                                        |                         |
| Avatar: Into the Inferno                                                                                 |                      | THQ                                    | THQ                                                    |                                                                                        |                         |
| B-17: Fortress in the Sky                                                                                |                      | Zoo Digital Publishing                 | Destination Software                                   | 2007                                                                                   |                         |
| Baby Life                                                                                                |                      | Deep Silver                            | Deep Silver                                            | 2008                                                                                   |                         |
| Baby Pals                                                                                                |                      | Crave Entertainment                    | Crave Entertainment THQ                                | 2008                                                                                   |                         |
| Babysitting Mania                                                                                        |                      | iWin                                   | Majesco Entertainment                                  | 2008                                                                                   |                         |
| Back at the Barnyard: Slop Bucket Games                                                                  |                      | THQ                                    | THQ                                                    | 2008                                                                                   |                         |
| Backyard Baseball '09                                                                                    |                      | Humongous Entertainment                | Atari                                                  | 2008                                                                                   |                         |
| Backyard Baseball '10                                                                                    |                      |                                        | Atari                                                  | 2009                                                                                   |                         |
| Backyard Basketball 2008                                                                                 |                      | Humongous Entertainment                | Atari                                                  | 2007                                                                                   |                         |
| Backyard Football '08                                                                                    |                      | Humongous Entertainment                | Atari                                                  | 2007                                                                                   |                         |
| Backyard Football '09                                                                                    |                      | Humongous Entertainment                | Atari                                                  | 2008                                                                                   |                         |
| Backyard Hockey                                                                                          |                      | Mistic Software                        | Humongous Entertainment                                | 2007                                                                                   |                         |
| Bakugan Battle Brawlers                                                                                  |                      | Activision                             | Activision                                             | 2009                                                                                   |                         |
| Battles of Prince of Persia                                                                              | Estratégia em turnos | Ubisoft Montreal                       | Ubisoft                                                | 2005 - 6 de dezembro 2005 - 9 de dezembro                                              |                         |
| Ben 10: Alien Force                                                                                      |                      | 1st Playable Productions               | D3 Publisher                                           | 2008                                                                                   |                         |
| Ben 10 Alien Force: Vilgax Attacks                                                                       |                      | Papaya Studio                          | D3 Publisher                                           | 2009                                                                                   |                         |
| Ben 10: Protector of Earth                                                                               |                      | 1st Playable Productions               | D3 Publisher                                           | 2007                                                                                   |                         |
| Big Brain Academy (JP) (NA) (AU) (EU)                                                                    |                      | Nintendo                               | Nintendo                                               | 2005 - 30 de junho 2006 - 5 de junho 2006 - 5 de julho 2006 - 7 de julho               |                         |
| Blades of Thunder II (NA)                                                                                |                      | CokeM Interactive                      | Summitsoft Entertainment                               | 18 de abril de 2006                                                                    |                         |
| Bleach: The Blade of Fate Bleach DS: Souten ni Kakeru Unmei                                              |                      | Treasure                               | Sega                                                   | 2006 - 26 de janeiro 2007 - 10 de outubro 2008 - 29 de fevereiro                       |                         |
| Bleach: Dark Souls Bleach DS 2nd: Kokui Hirameku Requiem                                                 |                      | Treasure                               | Sega                                                   | 2007 - 15 de fevereiro                                                                 |                         |
| Bleach: The 3rd Phantom                                                                                  | RPG                  | Sega                                   | Sega                                                   | 2008                                                                                   |                         |
| Bloobs Karts (UR)                                                                                        |                      | Nibris                                 |                                                        |                                                                                        |                         |
| BloodStorm (UR)                                                                                          |                      | Chun Soft                              | Strata                                                 | 31 de março de 2008                                                                    |                         |
| Blue Dragon Plus (NA) (JP)                                                                               |                      | Brownie Brown                          | AQ Interactive Ignition Entertainment                  | 2008                                                                                   |                         |
| Blue Dragon: Ikai no Kyojū                                                                               |                      | Mistwalker                             | Namco Bandai Games                                     | 2009                                                                                   |                         |
| Bokujou Monogatari Korobokkuru Sutēshon for Gaaru (Marvelous Interactive) (JP)                           |                      | Marvelous Interactive                  | Marvelous Interactive                                  |                                                                                        |                         |
| Bokujou Monogatari: Kimi to Sodatsu Shima (UR) IGN                                                       |                      | Marvelous Interactive                  | Marvelous Interactive                                  |                                                                                        |                         |
| Bomberman (JP) (NA) (EU)                                                                                 | Puzzle               | Hudson Soft                            | Ubisoft Hudson                                         | 2005 - 19 de maio 2005 - 21 de junho 2005 - 8 de julho                                 |                         |
| Bomberman Land Touch! (JP) (NA) (EU) (AU) (WF)                                                           | Puzzle               | Hudson                                 | Hudson Entertainment Atlus Company Red Ant Enterprises | 20 de julho de 2006 7 de novembro de 2006 25 de janeiro de 2007 23 de março de 2007    |                         |
| Bomberman Story DS (WF)                                                                                  | Puzzle               | Hudson Soft                            | Hudson Soft Rising Star Games                          | 2007 - 21 de março 2007 - 22 de novembro 2007 - 23 de novembro                         |                         |
| Brain Age: Train Your Brain in Minutes a Day! Brain Training: How Old is Your Brain? (JP) (NA) (EU) (AU) |                      | Nintendo                               | Nintendo                                               | 19 de maio de 2005 17 de abril de 2006 9 de junho de 2006 16 de junho de 2006          |                         |
| Bratz: Forever Diamondz (NA)                                                                             |                      |                                        | THQ                                                    | 18 de setembro de 2006 3 de novembro de 2006                                           |                         |
| Break 'Em All (JP) (US) (EU)                                                                             |                      | Warashi                                | D3                                                     | 27 de outubro de 2005 20 de junho de 2006 29 de setembro de 2006                       |                         |
| Brothers in Arms DS (US) (EU)                                                                            |                      | Gearbox Software, Gameloft             | Ubisoft                                                | Summer 2007                                                                            |                         |
| Bubble Bobble Revolution                                                                                 |                      | Taito Corporation                      | Taito Corporation                                      | 2005 - 24 de novembro 2005 - 2 de dezembro 2006 - 3 de outubro                         |                         |
| Burnout Legends (NA) (EU)                                                                                |                      | Visual Impact                          | EA Games                                               | 29 de novembro de 2005 9 de dezembro de 2005                                           |                         |
| Bust-A-Move DS                                                                                           |                      | Happy Happening                        | 505 Games Majesco Entertainment Taito Corporation      | 2006 - 2 de fevereiro 2006 - 16 de dezembro 2006 - 2 de fevereiro                      |                         |

## C
| Título                                                                        | Gênero     | Desenvolvedor               | Editor                               | Datas de lançamento                                                                                     |
| ----------------------------------------------------------------------------- | ---------- | --------------------------- | ------------------------------------ | --- |
| Cake Mania (NA)                                                               |            | Digital Embryo              | Majesco Games                        | 2007 - 9 de abril                                                                                       |
| SNK vs. Capcom Card Fighters Clash (NA) (EU) (JP)                             |            | SNK Playmore                | SNK Playmore Atari                   | 2006 - 14 de dezembro 2007 - 24 de abril 2007 - 30 de julho                                             |
| Card Game 9                                                                   |            | Taito Corporation           | Taito Corporation                    | 2006 - 31 de agosto                                                                                     |
| Cars (NA) (JP) (EU)                                                           | Racing     | Helixe                      | THQ                                  | 2006 - 6 de junho 6 de julho de 2006 2006 - 16 de julho                                                 |
| Cartoon Network Racing (NA)                                                   | Racing     | DC Studios                  | The Game Factory                     | 2006 - 4 de dezembro 2007 - 9 de fevereiro                                                              |
| Castlevania: Dawn of Sorrow (JP) (NA) (EU)                                    | Action-RPG | Konami                      | Konami                               | 2005 - 25 de agosto 2005 - 30 de setembro 2005 - 4 de outubro                                           |
| Castlevania: Order of Ecclesia                                                | Action-RPG | Konami                      | Konami                               | 2008 - 21 de outubro 2008 - 23 de outubro 2008 - 27 de outubro 2009 - 6 de fevereiro 2009 - 12 de março |
| Castlevania: Portrait of Ruin (WF)                                            | Action-RPG | Konami                      | Konami                               | 2006 - 16 de novembro 2006 - 5 de dezembro 2007 - 16 de março 2007 - 9 de março                         |
| Catz (NA) (AU) (EU)                                                           |            | Powerhead Games             | Ubisoft                              | 2006 - 30 de novembro 2006 - 7 de dezembro 2006 - 15 de dezembro 2007 - 2 de fevereiro                  |
| Cerulean Dreams (UR)                                                          |            |                             | Celisphere Interactive MezCo Studios | |
| Chaos League (UR)                                                             |            | Neko Entertainment, Cyanide |                                      | Cancelled                                                                                               |
| Charlotte's Web (NA) (AU)                                                     |            | Sega                        | Sega                                 | 2006 - 14 de novembro 2006 - 7 de dezembro 2007 - 26 de janeiro                                         |
| Chibi-Robo: Park Patrol (UR)                                                  |            | Skip Ltd.                   | Nintendo                             | |
| Children of Mana (JP) (NA) (EU) (AU)                                          | RPG        | Next Entertainment          | Nintendo Square Enix                 | 2006 - 2 de março 2006 - 1 de novembro 2006 - 7 de dezembro 2007 - 12 de janeiro                        |
| Chousouju Mecha MG (JP) GameSpot                                              |            | Sandlot                     | Nintendo                             | 2 de setembro de 2006                                                                                   |
| Chou-Gekijou-Han Keroro Gunsou Enshuu Dayo! Zenin Shuugou (JP)                |            | Bandai                      | Bandai                               | 16 de março de 2006                                                                                     |
| The Chronicles of Narnia: The Lion, the Witch and the Wardrobe (NA) (EU) (JP) |            | Griptonite Games            | Buena Vista Games                    | 14 de novembro de 2005 25 de novembro de 2005 2 de março de 2006                                        |
| Class of 3000 (UR)[carece de fontes?]                                         |            |                             | Atlus                                | |
| Clubhouse Games (JP) (EU) (NA) (AU) (WF)                                      |            | Agenda                      | Nintendo                             | 3 de novembro de 2005 29 de setembro de 2006 9 de outubro de 2006 26 de outubro de 2006                 |
| Cocoto Kart Racer (UR)                                                        |            | Neko Entertainment          | Big Ben Interactive                  | Kemco                                                                                                   |
| Code Lyoko (UR)                                                               |            |                             | The Game Factory                     | |
| Contact (EU) (JP) (NA) (AU) (WF)                                              |            | Grasshopper                 | Atlus Company                        | 30 de março de 2006 19 de outubro de 2006 25 de janeiro de 2007 2 de fevereiro de 2007                  |
| Cooking Mama (EU) (JP) (NA) (AU)                                              |            | Taito Corporation           | Majesco Games                        | 23 de março de 2006 12 de setembro de 2006 7 de dezembro de 2006 8 de dezembro de 2006                  |
| Crash, Boom, Bang! (JP) (NA) (EU)                                             |            | Dimps Corporation           | Sierra Entertainment                 | 27 de julho de 2006 10 de outubro de 2006 27 de outubro de 2006                                         |
| Curious George (UR)                                                           |            | Namco                       | Namco                                | Cancelled                                                                                               |
| Custom Robo Arena (NA) (JP) (WF)                                              |            | Noise                       | Nintendo                             | 19 de outubro de 2006 19 de março de 2007                                                               |

## D
| Título                                                                   | Gênero    | Desenvolvedor          | Editor                             | Datas de lançamento                                                 |  |
| ------------------------------------------------------------------------ | --------- | ---------------------- | ---------------------------------- | ------------------------------------------------------------------- |  |
| D.Gray-man: Kami no Shitotachi (JP)                                      |           | Konami                 | Konami                             | 2007                                                                |  |
| Daigasso! Band-Brothers (JP)                                             |           | Nintendo               | Nintendo                           | 2004 - 2 de dezembro                                                |  |
| Danny Phantom: Urban Jungle (EU) (NA)                                    |           | THQ                    | THQ                                | 2006 - 18 de setembro 2007 - 2 de março                             |  |
| Dark Reflections (UR)                                                    |           | Celisphere             | Celisphere                         |                                                                     |  |
| Dead N Furious (UR)                                                      |           | Virgin Play            | Virgin Play                        |                                                                     |  |
| Deal or No Deal (UR)                                                     |           | Jack of all Games      | Jack of all Games                  | 23 de abril de 2007                                                 |  |
| Death Note: Kira Game                                                    |           | Konami                 | Konami                             | (JP)                                                                |  |
| Death Jr. and the Science Fair of Doom (UR)                              |           | Backbone Entertainment | Konami                             | Spring 2007                                                         |  |
| Deep Labyrinth (JP) (EU) (NA)                                            |           | Interactive Brains     | Atlus Interactive Brains 505 Games | 2006 - 15 de agosto 30 de junho de 2007 (UR)                        |  |
| Densetsu no Starfi 4 (JP)                                                |           | Tose                   | Nintendo                           | 2006 - 13 de abril                                                  |  |
| Detroit Metal City DS: Death Shout                                       |           | D3 Publisher           | D3 Publisher                       |                                                                     |  |
| Devilish (JP) (EU) (NA)                                                  |           | Starfish               | Starfish                           | 2005                                                                |  |
| Diddy Kong Racing DS (NA) (WF)                                           | Racing    | Rare Ltd.              | Nintendo                           | 5 de fevereiro de 2007 20 de abril de 2007                          |  |
| Dig Dug: Digging Strike (JP) (EU) (NA)                                   |           | Namco                  | Namco                              | 25 de agosto de 2006 8 de setembro de 2006                          |  |
| Digimon World DS (JP) (NA) (WF)                                          | RPG       | Bandai                 | Namco Bandai Games                 | 2006 - 15 de junho 2006 - 7 de novembro                             |  |
| Digimon Story: Sunburst/Moonlight (JP) (NA) (WF)                         |           | Bandai                 | Namco Bandai Games                 | 29 de março de 2007 setembro de 2007                                |  |
| Dino Master (NA)                                                         |           | Taito                  | Majesco                            | 8 de setembro de 2006                                               |  |
| Disciples (UR)                                                           |           | Strategy First         | Strategy First                     |                                                                     |  |
| Disney's American Dragon: Jake Long, Attack of the Dark Dragon (EU) (NA) |           |                        | Buena Vista Games                  | 12 de outubro de 2006 13 de outubro de 2006                         |  |
| Disney's Chicken Little: Ace in Action (EU) (NA)                         |           |                        | Buena Vista Games                  | 16 de novembro de 2006 17 de novembro de 2006                       |  |
| Disney's Herbie Rescue Rally (UR)                                        | Racing    |                        | Buena Vista Games                  |                                                                     |  |
| Disney's Kim Possible: Global Gemini (NA) (EU)                           |           |                        | Buena Vista Games                  | 9 de fevereiro de 2007 13 de fevereiro de 2007                      |  |
| Disney's Kim Possible: Kimmunicator (NA)                                 |           |                        | Buena Vista Games                  | 9 de novembro de 2005                                               |  |
| Disney's Meet the Robinsons (NA) (EU) (AU)                               |           |                        | Buena Vista Games                  | 27 de março de 2007 30 de março de 2007                             |  |
| Disney's The Little Mermaid: Ariel's Undersea Adventure (UR)             |           |                        | Buena Vista Games                  |                                                                     |  |
| DK: King of Swing DS (UR)                                                |           | Paon                   | Nintendo                           |                                                                     |  |
| Dogz (NA) (EU) (AU) -                                                    | Simulação | Ubisoft                | Ubisoft MTO                        | 22 de novembro de 2006 7 de dezembro de 2006 15 de dezembro de 2006 |  |
| Dokidoki Majo Shinpan! (JP)                                              |           | SNK Playmore           | SNK Playmore                       | 2007 - 5 de julho                                                   |  |
| Dokidoki Majo Shinpan 2 Duo (JP)                                         |           | SNK Playmore           | SNK Playmore                       | 2008                                                                |  |
| Dragon Ball Z: Harukanaru Densetsu (JP)                                  |           | Namco Bandai           | Atari                              | 21 de março de 2007                                                 |  |
| Dragon Ball Z: Supersonic Warriors 2 (JP) (NA) (EU)                      |           | Bandai                 | Atari                              | 20 de novembro de 2005 1 de dezembro de 2005 3 de fevereiro de 2006 |  |
| Dragon Booster (NA) (EU)                                                 |           |                        | Konami                             | 7 de dezembro de 2005 26 de maio de 2006                            |  |
| Dragon Quest IX: Defenders of the Sky (UR)                               | RPG       | Square Enix            | Square Enix                        |                                                                     |  |
| Dragon Quest Heroes: Rocket Slime (JP) (NA)                              |           | Tose                   | Square Enix                        | 1 de dezembro de 2005 19 de setembro de 2006                        |  |
| Dragon Quest Monsters: Joker (JP) (WF)                                   |           | Tose                   | Square Enix                        | 28 de dezembro de 2006                                              |  |
| Drawn to Life (UR)[carece de fontes?]                                    |           |                        | 5th Cell                           |                                                                     |  |
| Dress (UR)[carece de fontes?]                                            |           |                        | Bandai                             |                                                                     |  |
| DS Easy Dictionary (JP)[carece de fontes?]                               |           | Nintendo               | Nintendo                           |                                                                     |  |
| Dust & Shadows (UR)[carece de fontes?]                                   |           |                        | Neko                               |                                                                     |  |
| Dynasty Warriors (UR)                                                    |           |                        | Koei                               |                                                                     |  |
| Untitled Devil May Cry Game (UR)[carece de fontes?]                      |           |                        | Capcom                             |                                                                     |  |

## E
| Título                                 | Gênero | Desenvolvedor         | Editor                 | Datas de lançamento                                         |
| -------------------------------------- | ------ | --------------------- | ---------------------- | ----------------------------------------------------------- |
| Electroplankton (JP) (NA) (EU)GameSpot |        | Nintendo              | Nintendo               | 2005 - 7 de abril 2006 - 9 de janeiro 2006 - 7 de julho     |
| Elf Bowling (NA)                       |        | Black Lantern Studios | Ignition Entertainment | 2005 - 15 de novembro                                       |
| Elite Beat Agents (NA)                 |        | iNiS                  | Nintendo               | 2006 - 6 de novembro 2007 - 1.º de março                    |
| Elof DS (NA)                           |        |                       |                        |                                                             |
| Eragon (NA) (EU) (AU)                  |        | Vivendi Games         | Vivendi Games          | 2006 - 14 de novembro 2006 - 24 de novembro 2006 - novembro |

## F
| Título                                                                                                   | Gênero         | Desenvolvedor | Editor           | Datas de lançamento                                                              |
| --- | -------------- | ------------- | ---------------- | -------------------------------------------------------------------------------- |
| Far East of Eden                                                                                         |                |               | Hudson Soft      |                                                                                  |
| Feel the Magic: XY/XX                                                                                    | Simulação      | Sonic Team    | Sega             | (JP) (NA) (EU)                                                                   |
| FIFA 06 (Electronic Arts) (NA) (EU) - GameSpot                                                           | Esporte        |               | Electronic Arts  |                                                                                  |
| FIFA 07 (EU)                                                                                             | Esporte        |               | Electronic Arts  |                                                                                  |
| FIFA Soccer 07 (Electronic Arts) (UR) - GameSpot                                                         | Esporte        |               | Electronic Arts  |                                                                                  |
| FIFA Street 2 (Electronic Arts) (NA) (EU) -                                                              | Esporte        |               |                  |                                                                                  |
| Final Fantasy III (Square Enix) (JP) (NA) (WF) - GameSpot                                                | RPG            | Square Enix   | Square Enix      | 24 de agosto de 2006 24 de novembro de 2006 4 de maio de 2007                    |
| Final Fantasy XII Revenant Wings (UR)                                                                    | RPG Estrátegia | Square Enix   | Square Enix      | 26 de abril de 2007                                                              |
| Final Fantasy Crystal Chronicles: Ring of Fates (Square Enix) (UR) (WF) - GameSpot                       | RPG            | Square Enix   | Square Enix      | 23 de agosto de 2007 11 de março de 2008 20 de março de 2008 21 de março de 2008 |
| Final Fantasy Crystal Chronicles: Echoes of Time                                                         | RPG            | Square Enix   | Square Enix      | 29 de janeiro de 2009 24 de março de 2009 27 de março de 2009 2 de abril de 2009 |
| Final Fantasy Fables: Chocobo Tales (JP) (NA) (WF)                                                       |                | Square Enix   | Square Enix      | 14 de dezembro de 2006 3 de abril de 2007                                        |
| Final Fantasy Tactics A2 Fūketsu no Grimoire (UR) - GameSpot                                             | RPG Estratégia |               |                  |                                                                                  |
| Finding Nemo: Escape to the Big Blue (NA) (EU) - GameSpot                                                |                |               |                  |                                                                                  |
| Flipper Critters (Zen Studios) (UR) - GameSpot                                                           |                |               |                  |                                                                                  |
| Flushed Away (Altron) (UR) - GameSpot                                                                    |                |               |                  |                                                                                  |
| Ford Racing 3 (2K Games) (NA) (EU) - GameSpot                                                            | Esporte        |               |                  |                                                                                  |
| Fossil League Dino Tournament Challenge (D3) (UR) -                                                      |                |               |                  |                                                                                  |
| Franklin's Great Adventures (EU) - GameSpot                                                              |                |               |                  |                                                                                  |
| Freedom Wings (Natsume) - GameSpot                                                                       |                | Natsume       | Beluga Computer  |                                                                                  |
| Frogger: Helmet Chaos (Konami) (NA) (EU) - GameSpot                                                      |                |               |                  |                                                                                  |
| Fruitfall (Play It!) (UR)                                                                                |                |               |                  |                                                                                  |
| Fruits Mura no Doubutsu Tachi 2 (TDK Core) (JP)                                                          |                |               |                  |                                                                                  |
| Fullmetal Alchemist: Dual Sympathy (JP) (NA) (AU)                                                        |                | Bandai        | Bandai Destineer | 21 de julho de 2005 12 de dezembro de 2006 5 de abril de 2007                    |
| Fushigi no Dungeon: Furai no Shiren DS (ChunSoft) (UR) - GameSpot                                        |                |               |                  |                                                                                  |
| Futari wa Precure Max Heart: Danzen! DS de Precure Chikara o Awasete Dai Battle (Bandai) (JP) - GameSpot |                |               |                  |                                                                                  |

## G
| Title                                                                  | Developer       | Publisher          | Release dates       |
| ---------------------------------------------------------------------- | --------------- | ------------------ | ------------------- |
| Game & Watch Collection (Nintendo) (JP) - GameSpot                     | Nintendo        | Nintendo           | 1 de agosto de 2006 |
| Garfield: Tale of 2 Kitties (The Game Factory) (NA) - GameSpot         |                 |                    |                     |
| Gintama DS Banji Okudai Soudou (Bandai Namco Games) (JP) - GameSpot    |                 |                    |                     |
| Gintama Gintoki vs Hijikata (Banpresto) (JP) - GameSpot                |                 |                    | dezembro de 2006    |
| GoldenEye: Rogue Agent (Electronic Arts) (JP) (NA) (EU) - GameSpot     |                 |                    |                     |
| Golden Nugget Casino DS (Majesco) - GameSpot                           |                 |                    |                     |
| GoPets: Vacation Island (Konami) (JP) (WF) - GameSpot                  |                 |                    |                     |
| Greg Hastings' Tournament Paintball Max'd (Activision) (NA) - GameSpot |                 |                    |                     |
| GT-DS Racing (MTO) (UR)                                                |                 |                    |                     |
| Guilty Gear Dust Strikers (NA) (EU)                                    |                 | Majesco            |                     |
| Gunpey DS (JP) (NA) -                                                  | Q Entertainment | Namco Bandai Games |                     |
| Gyakuten Saiban 4 (UR)                                                 | Capcom          | Capcom             | 12 de abril de 2007 |

## H
| Título                                                     | Gênero | Desenvolvedor             | Editor                          | Datas de lançamento                                            |
| ---------------------------------------------------------- | ------ | ------------------------- | ------------------------------- | -------------------------------------------------------------- |
| Hannah Montana (Buena Vista Games) (NA) - GameSpot         |        |                           | Buena Vista Games               | 2006 - 9 de outubro                                            |
| Happy Feet (Warner Bros. IE) (UR) - GameSpot               |        | Midway                    | Warner Bros. IE                 | 14 de novembro de 2006                                         |
| Harobots Action! (JP)                                      |        | Sunrise Interactive       | Sunrise Interactive             |                                                                |
| Harry Potter and the Goblet of Fire                        |        | Electronic Arts           | Electronic Arts Warner Bros. IE | 8 de novembro de 2005                                          |
| Harvest Moon DS (JP) (NA) (EU)                             |        | Marvelous Interactive     | Natsume                         | 22 de março de 2005 12 de setembro de 2006 13 de abril de 2007 |
| Heaven vs Hell (UR)                                        |        | TKO Software              | TKO Software                    |                                                                |
| Heroes of Mana                                             | RPG    | Square Enix Brownie Brown | Square Enix                     | 8 de março de 2007 Summer 2007                                 |
| Hi Hi Puffy AmiYumi: The Genie and the Amp (D3) - GameSpot |        | D3                        | D3                              | 27 de junho de 2006                                            |
| Hippatte! Puzzle Bobble (Taito) (JP)                       |        |                           |                                 |                                                                |
| Hotel Dusk: Room 215 (Nintendo) (NA) (JP) - GameSpot       |        | Cing                      | Nintendo                        | 27 de janeiro de 2007 13 de abril de 2007                      |
| The Incredible Hulk: Ultimate Destruction (VU Games)       |        |                           |                                 |                                                                |
| Honeycomb Beat                                             |        | Husdon Soft               | Konami                          | Q2 2007                                                        |
| Hysteria Hospital: Emergency Ward                          |        | Camel Entertainment       | Oxygen Games                    | 17 de julho de 2009                                            |

## I
| Título                                               | Gênero     | Desenvolvedor   | Editor                     | Datas de Lançamento                           |
| ---------------------------------------------------- | ---------- | --------------- | -------------------------- | --------------------------------------------- |
| Ice Age 2: The Meltdown (Sierra)                     |            | Amaze           | Vivendi                    | 14 de março de 2006 (JP) (NA) (EU) - GameSpot |
| The Incredibles: Rise of the Underminer              |            |                 | (THQ)                      | (JP) (NA)                                     |
| It's a Wonderful World (Square Enix) (UR) - GameSpot |            | Square Enix     | Square Enix                |                                               |
| Intelligent License (Now Production)                 |            |                 |                            |                                               |
| Intellivision Lives! (Intellivision Productions)     |            |                 |                            |                                               |
| Inuyasha: Feudal Combat (Bandai) - GameSpot          |            | Bandai          | Namco Bandai Games America | Cancelled                                     |
| Inuyasha: Secret Of The Devine Jewel (NA) - GameSpot |            | Frontier Groove | Namco Bandai Games America | 13 de fevereiro de 2007                       |
| Iron Feather GameSpot                                | Action RPG | Konami          | Konami                     | 19 de janeiro de 2006                         |

## J
| Título                                               | Gênero | Desenvolvedor                     | Editor                                                   | Datas de lançamento     |
| ---------------------------------------------------- | ------ | --------------------------------- | -------------------------------------------------------- | ----------------------- |
| Jagged Alliance DS                                   |        | Strategy First, Pocket PC Studios | Strategy First                                           | (UR) - GameSpot         |
| Jam Sessions (Simulation) JP - Newsweek              |        | Plato                             | Ubisoft                                                  | 2006 4 de junho de 2007 |
| James Pond, Robocod (?)                              |        |                                   |                                                          |                         |
| Jaws (Majesco) (UR)                                  |        |                                   |                                                          |                         |
| Jet Impulse (UR) - GameSpot                          |        | Nintendo                          | Nintendo                                                 | por anunciar            |
| Jinsei-Game DS                                       |        | (Konami) - GameSpot               | Atlus Company                                            |                         |
| Jissen Pachislot Hisshopō! Fist of the North Star DS |        | (Sega)                            |                                                          |                         |
| Johnny Rocketfingers                                 |        |                                   | (Conspiracy Entertainment)                               |                         |
| Jump Super Stars (Nintendo) (JP) - GameSpot          |        | Ganbarion                         | Nintendo                                                 | 2005 - 8 de agosto      |
| Jump Ultimate Stars (Nintendo) (JP) (WF)             |        | Ganbarion                         | Nintendo                                                 | 2006 - 23 de novembro   |
| Justice League Heroes                                |        | Sensory Sweep Studios             | Eidos Interactive Warner Bros. Interactive Entertainment | 2006                    |

## K
| Título                                                    | Gênero | Desenvolvedor            | Editor              | Datas de lançamento                                              |
| --------------------------------------------------------- | ------ | ------------------------ | ------------------- | ---------------------------------------------------------------- |
| Peter Jackson's King Kong: The Official Game of the Movie |        |                          | (Ubisoft) (NA) (EU) |                                                                  |
| Kanji Sonomana: DS Rahubiki Jiten (JP) - GameSpot         |        | Nintendo                 | Nintendo            | 13 de abril de 2006                                              |
| Kenshuui Tendo Dokuta                                     |        | Spike                    | JoWood Productions  | (JP) - GameSpot                                                  |
| Kimochi Yosa Rensa Puzzle Trion Cube                      |        |                          | (Namco)             | (JP)                                                             |
| Kingdom Hearts 358/2 Days                                 |        |                          |                     | 29 de setembro 30 de maio                                        |
| Kirby: Canvas Curse (JP) (NA) (EU) - GameSpot             |        | HAL Laboratory           | Nintendo            | 13 de junho de 2005 6 de abril de 2006                           |
| Kirby: Squeak Squad (HAL Laboratory, Inc. (NA) - GameSpot |        | HAL Laboratory, Flagship | Nintendo            | 2 de novembro de 2006 6 de dezembro de 2006 1.º de março de 2007 |
| Konami Classics Series: Arcade Hits GameSpot              |        | Konami                   | Konami              |                                                                  |
| Konductra (O~3 Entertainment) (NA) - GameSpot             |        | oeFun                    | O3 Entertainment    | 31 de outubro de 2006                                            |

## L
| Título                                                         | Gênero     | Desenvolvedor               | Editor                                            | Datas de lançamento                                                             |
| -------------------------------------------------------------- | ---------- | --------------------------- | ------------------------------------------------- | ------------------------------------------------------------------------------- |
| L the Prologue to Death Note – Rasen no Wana                   |            | Konami                      | Konami                                            | 2008                                                                            |
| Labyrinth                                                      |            | Lancarse                    | 505 Games Taito Corporation UFO Interactive Games | 2005                                                                            |
| Lanfeust of Troy                                               |            | Tate Interactive            | Atari                                             | 2007                                                                            |
| Last King of Africa                                            |            | Focus Home Interactive      | Focus Home Interactive                            |                                                                                 |
| The Last Ninja                                                 |            | Studio 3                    | Play It! Studio 3                                 | 2008                                                                            |
| Layton-kyōju to Saigo no Jikan Ryokō                           |            | Level-5                     | Level-5                                           | 2008                                                                            |
| Learn to Play Chess with Fritz and Chesster                    |            | Deep Silver                 | Deep Silver                                       | 2009                                                                            |
| Legend of the River King DS (UR)                               |            | (Marvelous Interactive)     |                                                   |                                                                                 |
| Legend of the Dragon - (The Game Factory) (UR)                 |            |                             |                                                   |                                                                                 |
| Lego Star Wars II: The Original Trilogy - (NA) (EU) - GameSpot |            | Amaze                       | Lucas Arts                                        | 2006 - 11 de setembro 2006 - 12 de setembro 15 de setembro 2008 - 2 de novembro |
| The Legend of Spyro: A New Beginning (NA)                      |            | Amaze                       | Sierra Entertainment                              | 2006 - 10 de outubro 2006 - 27 de outubro 2006 - 2 de novembro                  |
| The Legend of Zelda: Phantom Hourglass (Nintendo) (UR)         | Action-RPG | Nintendo EAD                | Nintendo                                          | Q3-Q4, 2007                                                                     |
| Let's Play Pet Hospitals                                       |            | Biodroid                    | Deep Silver                                       | fevereiro de 2009                                                               |
| Line Rider - (inXile Entertainment) (UR)                       |            |                             |                                                   | Spring 2007                                                                     |
| Living High, Killing Low (Genki) (UR)                          |            |                             |                                                   |                                                                                 |
| Londonian Gothics: Mekyū no Lolita (Mega Cyber)                |            |                             |                                                   |                                                                                 |
| Looney Tunes: Duck Amuck IGN                                   |            | WayForward Technologies     | Warner Bros. Interactive                          | Fall 2007                                                                       |
| Lost in Blue - GameSpot                                        | Simulação  | KCE Hawaii                  | Konami                                            | 2005 - 25 de agosto 2005 - 27 de setembro 2005 - 11 de novembro                 |
| Lost in Blue 2 - GameSpot                                      | Simulação  | KCE Hawaii                  | Konami                                            | 2007 - 5 de março                                                               |
| Lost in Blue 3                                                 | Simulação  | KCE Hawaii                  | Konami                                            | 2007 - 20 de dezembro 2008 - 20 de março 2009 - 6 de fevereiro                  |
| LostMagic (JP) (NA) (WF)- GameSpot                             |            | Taito Corporation           | Ubisoft                                           | 2006 - 19 de janeiro 25 de abril de 2006 2006 - 28 de abril                     |
| Love Plus                                                      | Dating Sim | Konami                      | Konami                                            | 2009 - 3 de setembro                                                            |
| Lucky Star: Moe Drill (JP) - GameSpot                          |            | Kadokawa Shoten             | Kadokawa Shoten                                   |                                                                                 |
| Luminous Arc (UR) - GameSpot                                   |            | Image Epoch                 | Marvelous                                         | 2007 - 8 de fevereiro                                                           |
| Lunar: Dragon Song (JP) (NA) (EU) - GameSpot                   |            | Game Arts, Japan Arts Media | Ubisoft                                           | 25 de agosto de 2005 27 de setembro de 2005 17 de fevereiro de 2006             |
| Lunar Knights (JP) (NA) - GameSpot                             |            | Konami                      | Konami                                            | 26 de novembro de 2006 6 de fevereiro de 2007 abril de 2007                     |

## M
| Title                                                                    | Developer                | Publisher                                     | Release dates                                                                                                 |  |
| ------------------------------------------------------------------------ | ------------------------ | --------------------------------------------- | --- |  |
| Madagascar (NA) - GameSpot                                               | Vicarious Visions        | Activsion                                     | 23 de maio de 2005 30 de junho de 2005 11 de agosto de 2005                                                   |  |
| Madden NFL 2005 (NA) - GameSpot                                          | EA Sports                | EA Sports                                     | 17 de novembro de 2004                                                                                        |  |
| Madden NFL 06 (NA) - GameSpot                                            | EA Sports                | EA Sports                                     | 8 de agosto de 2005                                                                                           |  |
| Madden NFL 07 (NA) - GameSpot                                            | EA Tiburon               | EA Sports                                     | 22 de agosto de 2006                                                                                          |  |
| Magic Taizen (JP) - GameSpot                                             | Nintendo                 | Nintendo                                      | 16 de novembro de 2006                                                                                        |  |
| Magical Starsign (NA) (EU) (WF) - GameSpot                               | Brownie Brown            | Nintendo                                      | 23 de outubro de 2006 9 de fevereiro de 2007                                                                  |  |
| Magnetica (JP) (NA) - GameSpot                                           | Mitchell                 | Nintendo                                      | 2 de março de 2006 5 de junho de 2006 26 de janeiro de 2007                                                   |  |
| Mahoraba (Namco) (UR)                                                    |                          |                                               | |  |
| Majime ni Fumajime Kaiketsu Zorori: Kyoufu no Takarabako (JP) - GameSpot | Marvelous                | Marvelous                                     | 31 de agosto de 2006                                                                                          |  |
| Mario Hoops 3-on-3 (JP) (NA) - GameSpot                                  | Square Enix              | Nintendo                                      | 16 de fevereiro de 2007 27 de julho de 2006 11 de setembro de 2006 26 de outubro de 2006                      |  |
| Mario Kart DS (JP) (NA) (EU) (AU) (NZ) (KR) (WF)- GameSpot               | Nintendo                 | Nintendo                                      | 14 de novembro de 2005 17 de novembro de 2005 25 de novembro de 2005 8 de dezembro de 2005 5 de abril de 2007 |  |
| Mario & Luigi: Partners in Time (JP) (NA) (EU) (AU) - GameSpot           | Alphadream               | Nintendo                                      | 28 de novembro de 2005 29 de dezembro de 2005 10 de fevereiro de 2006 22 de fevereiro de 2006                 |  |
| Mario & Sonic at the Olympic Games (JP) (NA) (EU) -                      | Sega                     | Nintendo (Japan) Sega (North America, Europe) | 2007 |  |
| Mario vs. Donkey Kong 2: March of the Minis (NA) (AU) (WF) - GameSpot    | Nintendo                 | Nintendo                                      | 25 de setembro de 2006 18 de janeiro de 2007 9 de março de 2007                                               |  |
| Marvel Nemesis: Rise of the Imperfects (NA) - GameSpot                   | EA Canada                | EA Games                                      | 11 de outubro de 2005                                                                                         |  |
| Marvel Trading Card Game (Konami) (NA) (WF) - GameSpot                   | Konami                   | Konami                                        | 27 de fevereiro de 2007                                                                                       |  |
| Mawashite Tsunageru Touch Panic (JP) - GameSpot                          | Taito Corporation        | Taito Corporation                             | 1 de outubro de 2005                                                                                          |  |
| Mawasunda!! (JP) - GameSpot                                              | Taito Corporation        | Taito Corporation                             | 20 de julho de 2006                                                                                           |  |
| MechAssault: Phantom War (NA) - GameSpot                                 | Backbone                 | Majesco Games                                 | 12 de setembro de 2006                                                                                        |  |
| Mega Man Battle Network 5: Double Team DS (JP) (NA) (EU) - GameSpot      | Capcom                   | Capcom                                        | 21 de julho de 2005 1 de novembro de 2005 13 de abril de 2006                                                 |  |
| Mega Man Star Force: Dragon (JP) (WF) - GameSpot                         | Capcom                   | Capcom                                        | 14 de dezembro de 2006                                                                                        |  |
| Mega Man Star Force: Leo (JP) (WF) - GameSpot                            | Capcom                   | Capcom                                        | 14 de dezembro de 2006 7 de agosto de 2007                                                                    |  |
| Mega Man Star Force: Pegasus (JP) (WF) - GameSpot                        | Capcom                   | Capcom                                        | 14 de dezembro de 2006 7 de agosto de 2007                                                                    |  |
| Mega Man ZX (Capcom) (JP) (NA) - GameSpot                                | Inti-Creates             | Capcom                                        | 6 de julho de 2006 12 de setembro de 2006                                                                     |  |
| Mega Man ZX Advent (Capcom) (JP) (NA)                                    | Inti-Creates             | Capcom                                        | 12 de julho de 2007 October, 2007                                                                             |  |
| Meteos (JP) (NA) (EU) - GameSpot                                         | Q Entertainment          | Nintendo                                      | 10 de março de 2005 28 de junho de 2005 23 de setembro de 2005                                                |  |
| Meteos: Disney Magic (NA)                                                | Q Entertainment          | Buena Vista Games                             | 27 de fevereiro de 2007                                                                                       |  |
| Metroid Prime Pinball (JP) (NA) (EU) - GameSpot                          | Fuse Games               | Nintendo                                      | 24 de outubro de 2005 19 de janeiro de 2006                                                                   |  |
| Metroid Prime: Hunters (JP) (NA) (EU) (WF) - GameSpot                    | Nintendo                 | Nintendo                                      | 20 de março de 2006 5 de maio de 2006 23 de maio de 2006 1 de junho de 2006                                   |  |
| Mini RC Rally - GameSpot                                                 | Summitsoft Entertainment | Summitsoft Entertainment                      | 12 de dezembro de 2006                                                                                        |  |
| Miss Spider's Sunny Patch Friends - Harvest Time Hop and Fly - GameSpot  | Shin'en                  | The Game Factory                              | 30 de maio de 2006                                                                                            |  |
| Mobile Suit Gundam Seed - GameSpot                                       | Bandai                   | Bandai                                        | Cancelled |  |
| Mogitate Chinkuru no Barairo Ruppīrando (JP) - GameSpot                  | Nintendo                 | Nintendo                                      | 2 de setembro de 2006                                                                                         |  |
| Monopoly/Boggle/Yatzee/Battleship - GameSpot                             | Sensory Sweep            | Atari                                         | 13 de dezembro de 2005                                                                                        |  |
| Monster Bomber - GameSpot                                                | Taito Corporation        | Taito Corporation                             | 23 de março de 2006 28 de novembro de 2006 19 de março de 2007                                                |  |
| Monster Summoner (Ertain)                                                |                          |                                               | |  |
| Monster Farm Jamboree - GameSpot                                         |                          | Tecmo                                         | |  |
| Monster Trucks DS - GameSpot                                             | Skyworks                 | Majesco Games                                 | |  |
| Moonlight Fables - GameSpot                                              | Cyber Philharmonic       | Majesco Games                                 | Cancelled |  |
| Mortal Kombat DS (Midway) - «GameSpot». www.gamespot.com                 | Midway                   | Williams                                      | 12 de abril de 2008                                                                                           |  |
| Mr. Driller Drill Spirits (JP) (NA) (EU) (NZ) - GameSpot                 | Namco                    | Namco                                         | 30 de novembro de 2004 2 de dezembro de 2004 11 de março de 2005 25 de abril de 2005                          |  |
| MySims - GameSpot (JP)                                                   | EA Japan                 | Electronic Arts                               | |  |

## N
| Title                                                                                     | Developer         | Publisher       | Release dates                                                                        |
| ----------------------------------------------------------------------------------------- | ----------------- | --------------- | ------------------------------------------------------------------------------------ |
| Nanostray (JP) (NA) (EU) (AU) - GameSpot                                                  | Shin'en           | Majesco Games   | 19 de julho de 2005 26 de janeiro de 2006 10 de fevereiro de 2006                    |
| Nanostray 2 (Shin'En) (UR) - GameSpot                                                     | Shin'en           | Majesco Games   |                                                                                      |
| Naruto RPG 2: Chidori vs. Rasengan (TOMY) (JP) - GameSpot                                 | Tomy              | Tomy            | 14 de julho de 2005                                                                  |
| Naruto RPG 3: Reijuu vs. Konoha Shoutai (JP) - GameSpot                                   | Takara Tomy       | Takara Tomy     | 13 de julho de 2006                                                                  |
| Naruto: Saikyou Ninja Daikesshu 3 (JP) - GameSpot                                         |                   | Tomy            | 21 de abril de 2005                                                                  |
| Naruto: Saikyou Ninja Daikesshu 4/Naruto: Ninja Council 3 (North America) (JP) - GameSpot | Tomy              | Takara          | 27 de abril de 2006 22 de maio de 2007                                               |
| Naruto: Shinobi Retsuden (JP) - GameSpot                                                  | Takara Tomy       | Takara Tomy     | 14 de dezembro de 2006                                                               |
| Need for Speed: Most Wanted (NA) (EU) - GameSpot                                          | EA Canada         | Electronic Arts | 11 de novembro de 2005 15 de novembro de 2005                                        |
| Need for Speed: Underground 2 (NA) (EU) - GameSpot                                        | EA Canada         | EA Games        | 10 de maio de 2005 27 de maio de 2005                                                |
| Need for Speed Carbon: Own the City (NA) - GameSpot                                       | EA Canada         | EA Games        | 31 de outubro de 2006 3 de novembro de 2006 9 de novembro de 2006                    |
| New Super Mario Bros. (JP) (NA) (AU) (EU) - GameSpot                                      | Nintendo          | Nintendo        | 15 de maio de 2006 25 de maio de 2006 7 de junho de 2006 30 de junho de 2006         |
| New Zealand Story Revolution (UR) - GameSpot                                              | Taito Corporation | Rising Star     | 25 de janeiro de 2007 2 de fevereiro de 2007                                         |
| Nicktoons Unite! - GameSpot                                                               | THQ               | THQ             | 10 de janeiro de 2006 3 de março de 2006                                             |
| Nights of War Songs (KyrcStudios)                                                         |                   |                 |                                                                                      |
| Nintendogs: Chihuahua and Friends (JP) (NA) (EU) (AU) - GameSpot                          | Nintendo          | Nintendo        | 21 de abril de 2005 22 de agosto de 2005 22 de setembro de 2005 7 de outubro de 2005 |
| Nintendogs: Dachshund and Friends (JP) (NA) (EU) (AU) - GameSpot                          | Nintendo          | Nintendo        | 21 de abril de 2005 22 de agosto de 2005 7 de outubro de 2005                        |
| Nintendogs: Lab and Friends (JP) (NA) (EU) (AU) - GameSpot                                | Nintendo          | Nintendo        | 21 de abril de 2005 22 de agosto de 2005 22 de setembro de 2005 7 de outubro de 2005 |
| Nintendogs: Best Friends Edition (JP) (NA) (EU) - GameSpot                                | Nintendo          | Nintendo        | 24 de outubro de 2005                                                                |
| Nintendogs: Dalmatian and Friends (EU) (NA) - GameSpot                                    | Nintendo          | Nintendo        | 16 de junho de 2006 16 de outubro de 2006                                            |

## O
| Title                                                                               | Developer           | Publisher           | Release dates                                                      |
| ----------------------------------------------------------------------------------- | ------------------- | ------------------- | ------------------------------------------------------------------ |
| Oekaki Puzzle Battle Vol. 1: Yuusha-Oh GaoGaiGar Version (Sunrise Interactive) (JP) |                     |                     |                                                                    |
| Oekaki Puzzle Battle: Kaiketsu Zorori Version (JP) - GameSpot                       | Sunrise Interactive | Sunrise Interactive |                                                                    |
| Oekaki Puzzle Battle: Mahin Eiyuuden Wataru Version (Sunrise Interactive) (JP)      |                     |                     |                                                                    |
| Oekaki Puzzle Battle: Zettai Muteki Raijin-Oh Version (Sunrise Interactive) (JP)    |                     |                     |                                                                    |
| One Piece (Bandai)                                                                  |                     |                     |                                                                    |
| Onegai My Melody (JP) - GameSpot                                                    | TDK Core            | TDK Core            |                                                                    |
| Oshare Majo Love and Berry (JP) - GameSpot                                          | Sega                | Sega                | 22 de novembro de 2006                                             |
| Open Season (NA) - GameSpot                                                         | Ubisoft             | Ubisoft             | 19 de setembro de 2006 6 de outubro de 2006 14 de dezembro de 2006 |
| Organizer Plus (SummitSoft)                                                         |                     |                     |                                                                    |
| Osawari Tantei Ozawa Rina (Success) (JP)                                            |                     |                     |                                                                    |
| Osu! Tatakae! Ouendan (JP) - GameSpot                                               | INIS                | Nintendo            | 28 de julho de 2005                                                |
| Otona no Joushikiryoku Training DS (JP) (WF) - GameSpot                             | Nintendo            | Nintendo            | 26 de outubro de 2006                                              |
| Over the Hedge (NA) - GameSpot                                                      | Vicarious Visions   | Activision          | 5 de maio de 2006 23 de junho de 2006                              |
| Over The Hedge: Hammy Goes Nuts (UR) - GameSpot                                     |                     | Activision          | 24 de outubro de 2006 27 de outubro de 2006 1 de novembro de 2006  |

## P
| Título                                                                                          | Desenvolvedor       | Editor             | Datas de lançamento                                                                         |
| ----------------------------------------------------------------------------------------------- | ------------------- | ------------------ | ------------------------------------------------------------------------------------------- |
| Pac 'n Roll (JP) (NA) (EU) - GameSpot                                                           | Namco               | Namco              | 28 de julho de 2005 23 de agosto de 2005 28 de outubro de 2005 2 de novembro de 2005        |
| Pac-Man World 3 (JP) (NA) (EU) - GameSpot                                                       | Blitz Games         | Namco              | 7 de dezembro de 2005 5 de maio de 2006                                                     |
| Pac-Pix (JP) (NA) (EU) - GameSpot                                                               | Namco               | Namco              | 10 de março de 2005 26 de abril de 2005 8 de maio de 2005 20 de maio de 2005                |
| Planet Puzzle League                                                                            | Intelligent Systems | Nintendo           | 26 de abril de 2007 4 de junho de 2007                                                      |
| Panzer Tactics DS - GameSpot                                                                    | Sproing             | CDV Software       |                                                                                             |
| Phoenix Wright: Ace Attorney (JP) (NA) (EU) - GameSpot                                          | Capcom              | Capcom             | 15 de setembro de 2005 12 de outubro de 2005 31 de março de 2006                            |
| Phoenix Wright: Ace Attorney - Justice for All (JP) (NA) - GameSpot                             | Capcom              | Capcom             | 26 de outubro de 2006 16 de janeiro de 2007                                                 |
| Phoenix Wright: Ace Attorney - Trials and Tribulations                                          | Capcom              | Capcom             | setembro de 2007                                                                            |
| Picross DS (JP) (WF) - Nintendo Europe[ligação inativa]                                         | Jupiter Corporation | Nintendo           | 5 de janeiro de 2007 11 de maio de 2007 7 de junho de 2007                                  |
| Pippa Funnell (UR) - GameSpot                                                                   | Ubisoft             | Ubisoft            | 27 de outubro de 2006                                                                       |
| Pirates of the Caribbean: Dead Man's Chest (NA) (EU) - GameSpot                                 | Griptonite Games    | Buena Vista Games  | 27 de junho de 2006 7 de julho de 2006 20 de julho de 2006                                  |
| Ping Pals (THQ) (NA) - GameSpot                                                                 | Way Forward         | THQ                | 8 de dezembro de 2004 24 de fevereiro de 2005 11 de março de 2005                           |
| Pogo Island (UR) IGN                                                                            | EA                  | EA                 | por anunciar                                                                                |
| Point Blank DS (JP) (NA) - GameSpot                                                             | Namco Bandai Games  | Namco Bandai Games | 18 de maio de 2006 13 de junho de 2006 8 de dezembro de 2006 15 de dezembro de 2006         |
| Pokémon Dash (JP) (NA) (EU) (NZ) (AU) - GameSpot                                                | Ambrella            | Nintendo           | 2 de dezembro de 2004 11 de março de 2005 14 de março de 2005 7 de abril de 2005            |
| Pokémon Diamond (NA) (JP) (WF) - GameSpot                                                       | Game Freak          | Nintendo           | 28 de setembro de 2006 22 de abril de 2007 21 de junho de 2007                              |
| Pokémon Pearl (JP) (NA) (WF) - GameSpot                                                         | Game Freak          | Nintendo           | 28 de setembro de 2006 22 de abril de 2007                                                  |
| Pokémon Mystery Dungeon - Blue Rescue Team (JP) (NA) (EU) (AU) -* «GameSpot]». www.gamespot.com | ChunSoft            | Nintendo           | 17 de novembro de 2005 18 de setembro de 2006 28 de setembro de 2006 10 de novembro de 2006 |
| Pokémon Ranger (JP) (NA) (AU) - GameSpot                                                        | HAL Labs            | Nintendo           | 23 de março de 2006 30 de outubro de 2006 6 de dezembro de 2006 13 de abril de 2007         |
| Pokémon Trozei/Pokémon Link (JP) (NA) (EU) - GameSpot                                           | Genius Sonority     | Nintendo           | 20 de outubro de 2005 6 de março de 2006 5 de maio de 2006 3 de junho de 2006               |
| Polarium (JP) (NA) (EU) - GameSpot                                                              | Mitchell            | Nintendo           | 2 de dezembro de 2004 11 de março de 2005 24 de março de 2005 18 de abril de 2005           |
| Power Pocket Koushien (JP) - GameSpot                                                           | Konami              | Konami             | 4 de agosto de 2005                                                                         |
| Power Pro Kun Pocket 8 (JP) - IGN                                                               | Konami              | Konami             | 1 de dezembro de 2005                                                                       |
| Power Pro Kun Pocket 9 (JP) - GameSpot                                                          | Konami              | Konami             | 7 de dezembro de 2006                                                                       |
| Power Rangers DS (Bandai)                                                                       | Bandai              | Saban              | Unknown                                                                                     |
| Prince of Tennis: 2005 Crystal Drive (Konami) (JP)                                              |                     |                    |                                                                                             |
| Professional Wrestling (Spike)                                                                  |                     |                    |                                                                                             |
| Project Hacker (JP) - GameSpot                                                                  | RED Entertainment   | Nintendo           | 13 de julho de 2006                                                                         |
| Project M (Sega)                                                                                |                     |                    |                                                                                             |
| Puyo Pop Fever (JP) (NA) (EU) - GameSpot                                                        | Sega                | Atlus Company      | 24 de dezembro de 2004 3 de maio de 2005 21 de julho de 2006                                |
| Puyo Pop Fever 2 (JP) - GameSpot                                                                | Sonic Team          | Sega               | 24 de dezembro de 2005                                                                      |
| Puyo Puyo 15th Anniversary (JP) (WF) - GameSpot                                                 | Sega                | Sega               | 14 de dezembro de 2006                                                                      |
| Puzzle De Harvest Moon (UR) - GameSpot                                                          | Platinum Egg        | Natsume            |                                                                                             |

## Q
| Título                                     | Gênero | Desenvolvedor | Editor    | Datas de lançamento |
| ------------------------------------------ | ------ | ------------- | --------- | ------------------- |
| Quad Desert Fury 2                         |        |               | (Majesco) | (NA)                |
| Quiz Magic Academy DS                      |        | Konami        | Konami    | (JP) 2008           |
| Quiz Magic Academy DS: Futatsu no Jikūseki |        | Konami        | Konami    | (JP) 2010           |

## R
| Título                                          | Gênero          | Desenvolvedor          | Editor                                            | Datas de lançamento                                                                  |
| ----------------------------------------------- | --------------- | ---------------------- | ------------------------------------------------- | ------------------------------------------------------------------------------------ |
| Racing Gears 2 (WF) -                           |                 | Orbital                | Orbital Media, Incorporated                       |                                                                                      |
| Rainbow Islands Revolution (NA) - GameSpot      |                 | Taito Corporation      | Taito Corporation Codemasters Rising Star         | 28 de abril de 2006 3 de outubro de 2006                                             |
| Rally DS (Spike)                                |                 |                        |                                                   |                                                                                      |
| Ratatouille (UR) - GameSpot                     |                 | Heavy Iron Studios     | THQ                                               |                                                                                      |
| Rayman DS (NA) (EU) - GameSpot                  |                 | Ubisoft Montreal       | Ubisoft                                           | 11 de março de 2005 24 de março de 2005                                              |
| Rayman Raving Rabbids (NA) (EU) (JP) - GameSpot |                 | Ubisoft Bulgaria       | Ubisoft Ubisoft Montpellier                       | 7 de dezembro de 2006 6 de março de 2007 16 de março de 2007                         |
| Real Time Conflict: Shogun Empires              |                 | Box Clever Interactive | Namco                                             | 21 de novembro de 2005                                                               |
| Recipe Collection                               |                 | Nintendo               |                                                   |                                                                                      |
| Resident Evil: Deadly Silence                   | Survival Horror | Capcom                 | Capcom Nintendo                                   | 19 de janeiro de 2006 7 de fevereiro de 2006 30 de março de 2006 31 de março de 2006 |
| Retro Atari Classics                            |                 | Taniko                 | Atari                                             | 11 de março de 2006 16 de março de 2006 30 de junho de 2006                          |
| Rewind                                          |                 | Two Tribes             |                                                   |                                                                                      |
| Ridge Racer DS                                  |                 | Nintendo               | Namco Nintendo                                    | 7 de dezembro de 2004 22 de maio de 2005 3 de junho de 2005                          |
| Robots                                          |                 | Eurocom Entertainment  | VU Games                                          | 24 de fevereiro de 2005 10 de março de 2005 11 de março de 2005 28 de julho de 2005  |
| Romance of the Three Kingdoms                   |                 | Koei                   | Koei                                              | 23 de fevereiro de 2006                                                              |
| The Rub Rabbits!                                |                 | Sonic Team             | Sega                                              | 20 de outubro de 2005 10 de fevereiro de 2006 13 de fevereiro de 2006                |
| Rune Factory: A Fantasy Harvest Moon (WF)       | RPG Simulação   | Neverland Co.          | Marvelous Entertainment Natsume Rising Star Games | 24 de agosto de 2006 14 de agosto de 2007 13 de fevereiro de 2009                    |
| Rune Factory 2: A Fantasy Harvest Moon          | RPG Simulação   | Neverland Co.          | Marvelous Entertainment Natsume                   | 24 de agosto de 2006 2 de maio de 2007                                               |

## S
| Título                                                                   | Gênero | Desenvolvedor                | Editor                     | Datas de lançamento                                                                     |
| ------------------------------------------------------------------------ | ------ | ---------------------------- | -------------------------- | --------------------------------------------------------------------------------------- |
| SBK: Snowboard Kids (NA) (EU)                                            |        | Atlus Company                | Atlus Company              | 24 de novembro de 2005 22 de novembro de 2005 28 de abril de 2006                       |
| Scooby-Doo! Unmasked (NA) (EU)                                           |        | Artificial Mind and Movement | THQ                        | 18 de outubro de 2005 11 de novembro de 2005                                            |
| Scooby-Doo! Who's Watching Who? (NA) (EU)                                |        |                              | THQ                        | 2 de outubro de 2006 16 de novembro de 2006                                             |
| Scurge: Hive (NA) (EU)                                                   |        | Orbital Media                | SouthPeak Interactive      | 13 de outubro de 2006 24 de outubro de 2006                                             |
| SD Gundam G Generation DS (Bandai)                                       |        |                              |                            |                                                                                         |
| SeaWorld: Shamu's Big Adventure (NA) (EU)                                |        | Fun Labs                     | Activision Value           | 1 de novembro de 2005 Macrh 17, 2006                                                    |
| Sega Casino (Sega) (NA) (EU)                                             |        |                              |                            | 15 de novembro de 2005 3 de fevereiro de 2006                                           |
| Sentōin Yamada Hajime 2 (Kids Station)                                   |        |                              |                            |                                                                                         |
| The Settlers (NA) (EU) (AU)                                              |        | Blue Byte                    | Ubisoft                    | 26 de junho de 2007 25 de maio de 2007 May 2007                                         |
| Shaberu DS Oryouri Navi (JP)                                             |        | Nintendo                     | Nintendo Sharp Corporation | 20 de julho de 2006                                                                     |
| Shin Megami Tensei DS (Atlus) (UR)                                       |        |                              |                            |                                                                                         |
| Shin Sangoku Musou DS: Fighters Battle (Koei) (JP)                       |        |                              |                            | 5 de abril de 2007                                                                      |
| Shrek SuperSlam (NA) (JP) (EU)                                           |        | 7 Studios                    | Activision Shaba Games     | 25 de outubro de 2005 18 de novembro de 2005 3 de novembro de 2005                      |
| SimCity DS (NA) (JP) (WF)                                                |        | Maxis                        | EA Games                   | 22 de fevereiro de 2007 junho de 2007                                                   |
| Simple DS series: The Billiards (D3 Publisher) (JP)                      |        |                              |                            |                                                                                         |
| Simple DS series: The Mah-jong (D3 Publisher) (JP)                       |        |                              |                            |                                                                                         |
| Simple DS series: The Mushitori (D3 Publisher) (JP)                      |        |                              |                            |                                                                                         |
| The Sims 2 (JP) (NA) (EU)                                                |        | Maxis                        | EA Games                   | 24 de outubro de 2005 4 de novembro de 2005                                             |
| The Sims 2: Pets (NA) (EU)                                               |        | Maxis                        | EA Games                   | 31 de outubro de 2006 27 de outubro de 2006                                             |
| The Sims: Castaway Stories                                               |        | Maxis                        | EA Games                   | por anunciar 200 por anunciar 2008                                                      |
| Snood 2: Lost in Snoodville (DSI Games) (EU)                             |        |                              |                            | 3 de outubro de 2005                                                                    |
| Snood 2: On Vacation (NA) (EU)                                           |        |                              |                            | 10 de novembro de 2005 9 de dezembro de 2005                                            |
| Sonic Rush (JP) (NA) (EU)                                                |        | Dimps                        | Sega                       | 15 de novembro de 2005 18 de novembro de 2005 24 de novembro de 2005                    |
| Sonic Rush Adventure (UR)                                                |        | Dimps                        | Sega                       |                                                                                         |
| Space Invaders Revolution (Rising Star Games) (NA) (EU)                  |        |                              |                            | 24 de agosto de 2005 8 de julho de 2005                                                 |
| Spectral Force (Idea Factory)                                            |        |                              |                            |                                                                                         |
| Spectrobes (JP) (NA) (EU) (AU)                                           |        | Jupiter                      | Disney Interactive Studios | 13 de março de 2007 16 de março de 2007                                                 |
| Spider-Man 2 (JP) (NA) (EU) (NZ)                                         |        | Vicarious Visions            | Activision                 | 16 de novembro de 2004 6 de janeiro de 2005 24 de fevereiro de 2005 11 de março de 2005 |
| Spider-man: Battle for New York (UR)                                     |        |                              | (Activision)               |                                                                                         |
| Sprung (NA) (EU)                                                         |        | Guillemot, Inc.              | Ubisoft                    | 8 de dezembro de 2004 11 de março de 2005                                               |
| Spyro: Shadow Legacy (NA) (EU)                                           |        | Amaze Entertainment          | Vivendi Universal Games    | 18 de outubro de 2005 4 de novembro de 2005                                             |
| Star Fox Command (Nintendo) (JP) (NA) (EU) (WF)                          |        | Q-Games Nintendo EAD         | Nintendo                   | 13 de agosto de 2006 28 de agosto de 2006 21 de setembro de 2006 26 de janeiro de 2007  |
| Star Trek: Tactical Assault (NA) (EU)                                    |        |                              | (Bethesda Softworks)       | 27 de outubro de 2006 22 de dezembro de 2006                                            |
| Star Wars Episode III: Revenge of the Sith (UbiSoft) (JP) (NA) (EU) (NZ) |        |                              |                            | 13 de maio de 2005 5 de maio de 2005                                                    |
| Star Wars: Lethal Alliance (NA) (EU)                                     |        |                              | (Ubisoft)                  | 12 de dezembro de 2006 15 de dezembro de 2006                                           |
| Steel Horizon (NA)                                                       |        |                              | (Konami)                   | 20 de março de 2007                                                                     |
| Street Racing Syndicate (DSI)                                            |        |                              | Namco                      |                                                                                         |
| Sudoku Gridmaster (Sudoku Master in UK) (JP) (NA) (EU)                   |        |                              | (Nintendo)                 | 26 de junho de 2006 27 de outubro de 2006                                               |
| Sudoku for Kids                                                          |        | Seed Studios                 |                            |                                                                                         |
| Sudoku Mania (Sudoku Maniacs in UK) (UFO) (NA) (EU)                      |        |                              |                            | 30 de junho de 2006 11 de novembro de 2006                                              |
| Super Black Bass: Dynamic Shot                                           |        |                              | (Starfish)                 |                                                                                         |
| Suite Life of Zach and Cody- Tipton Trouble (JP) (NA)                    |        |                              | (Buena Vista Games)        | 21 de setembro de 2006                                                                  |
| Super Mario 64 DS (JP) (NA) (EU) (AU) (NZ)                               |        |                              | Nintendo                   | 22 de novembro de 2004 11 de março de 2005                                              |
| Super Monkey Ball Touch & Roll (JP) (NA) (EU)                            |        |                              | Sega                       | 21 de fevereiro de 2006 17 de fevereiro de 2006                                         |
| Super Princess Peach (JP) (NA) (EU)                                      |        |                              | Nintendo                   | 27 de fevereiro de 2006 26 de maio de 2006                                              |
| Super Robot Taisen DS (UR)                                               |        |                              | BANPRESTO                  |                                                                                         |

## T
| Título | Gênero     | Desenvolvedor      | Editor               | Datas de lançamento                                                                                 |
| --- | ---------- | ------------------ | -------------------- | --------------------------------------------------------------------------------------------------- |
| Tabi no Yubi Sashi Kaiwai Chou DS Series 1: Thailand (Nintendo) (JP)                                                                        |            |                    |                      | |
| Tabi no Yubi Sashi Kaiwai Chou DS Series 2: China (Nintendo) (JP)                                                                           |            |                    |                      | |
| Tabi no Yubi Sashi Kaiwai Chou DS Series 3: Korea (Nintendo) (JP)                                                                           |            |                    |                      | |
| Tabi no Yubi Sashi Kaiwai Chou DS Series 4: America (Nintendo) (JP)                                                                         |            |                    |                      | |
| Tabi no Yubi Sashi Kaiwai Chou DS Series 5: Germany (Nintendo) (JP)                                                                         |            |                    |                      | |
| Tak: The Great Juju Challenge |            |                    | THQ                  | 1 de novembro de 2006 3 de março de 2006                                                            |
| Tales of the Tempest (Namco) (JP) |            |                    | Namco Bandai Games   | |
| Tamagotchi Connection: Corner Shop |            |                    | [Namco Bandai Games] | 8 de agosto de 2006 16 de junho de 2006                                                             |
| Tamagotchi Connection: Corner Shop 2 |            |                    | [Namco Bandai Games] | 14 de novembro de 2006 23 de março de 2007                                                          |
| Tank Beat (JP) (NA) (WF) |            | Milestone Inc.     | O~3 Entertainment    | 20 de março de 2007                                                                                 |
| Tantei Adventure (Kids Station) |            |                    |                      | |
| Tao's Adventure: Curse of The Demon Seal |            | Konami             | Konami               | 8 de setembro de 2006 26 de maio de 2006                                                            |
| Tattoo Assassins (Data East) |            |                    |                      | 5 de fevereiro de 2008                                                                              |
| Teenage Mutant Ninja Turtles 3 Mutant Nightmare                                                                                             |            | Konami             | Konami               | 8 de setembro de 2006 23 de dezembro de 2006                                                        |
| Tenchu: Dark Secret (JP) (NA) (WF) |            |                    |                      | 6 de abril de 2006 21 de agosto de 2006 21 de setembro de 2006 24 de novembro de 2006               |
| Tetris DS | Puzzle     | Nintendo           | Nintendo             | 20 de março de 2006 22 de março de 2006 13 de abril de 2006 21 de abril de 2006 27 de abril de 2006 |
| Texas Hold 'Em (Majesco) |            |                    |                      | |
| Texas Hold 'Em Poker Pack (Summitsoft) |            |                    |                      | |
| Theme Park (NA) (EU) |            |                    |                      | 20 de março de 2007 23 de março de 2007                                                             |
| Tiger Woods PGA Tour 2005 |            |                    | Electronic Arts      | 16 de dezembro de 2004                                                                              |
| Time Ace (UR) |            | Trainwreck Studios | Konami               | |
| TMNT (NA) (EU) |            | Ubisoft Montreal   | Ubisoft              | 20 de março de 2007 23 de março de 2007                                                             |
| Tokimeki Memorial Girl's Side: 1st Love | Dating Sim | Konami             | Konami               | 2007                                                                                                |
| Tokimeki Memorial Girl's Side: 2nd Season                                                                                                   | Dating Sim | Konami             | Konami               | 2008                                                                                                |
| Tokimeki Memorial Girl's Side: 1st Love Plus                                                                                                | Dating Sim | Konami             | Konami               | 2009                                                                                                |
| Tomb Raider: Legend (NA) (EU) (AU) |            | HumanSoft          | Eidos Interactive    | 3 de novembro de 2006 14 de novembro de 2006 17 de novembro de 2006                                 |
| Tom Clancy's Splinter Cell: Chaos Theory (NA) (EU)                                                                                          |            | Gameloft           | Ubisoft              | 28 de junho de 2005 1 de julho de 2005                                                              |
| Tomy Classic Games (Tomy) |            |                    |                      | |
| Tony Hawk's American Sk8land (Activision) (NA) (EU) (WF)                                                                                    |            |                    |                      | 15 de novembro de 2005 18 de novembro de 2005                                                       |
| Tony Hawk's Downhill Jam (Activision) (NA) (EU) (WF)                                                                                        |            |                    |                      | 24 de outubro de 2006 10 de novembro de 2006                                                        |
| Top Gun (Mastiff) (NA) (EU) |            |                    |                      | 3 de maio de 2006 23 de junho de 2006                                                               |
| Top Spin 2 (2K Games) (NA) |            |                    |                      | 8 de setembro de 2006 7 de abril de 2007                                                            |
| Totally Spies 2: Undercover (Atari) (NA) (EU)                                                                                               |            |                    |                      | 22 de novembro de 2006 30 de março de 2007                                                          |
| Touch Detective (Atlus) (JP) (NA) |            |                    |                      | 24 de outubro de 2006                                                                               |
| Touch Dictionary (Daiwon C&A) (JP) |            |                    |                      | |
| Touch Me With Your Finger! Pachislot |            |                    | (Tecmo)              | |
| Touhoku Daigaku Mirai Kagaku Gijutsu Kyoudou Kenkyuu Center Kawashima Ryuuta Kyouju Kanshuu: Motto Nou wo Kitaeru Otona no DS Training (JP) |            | Nintendo           | Nintendo             | 29 de dezembro de 2005                                                                              |
| Tounō Ni Asekaku Game Series: Volume 1: Cool 104 Joker & Setline (Aruze)                                                                    |            |                    |                      | |
| Tounō Ni Asekaku Game Series: Volume 2 (Aruze)                                                                                              |            |                    |                      | |
| Tounō Ni Asekaku Game Series: Volume 3 (Aruze)                                                                                              |            |                    |                      | |
| Toy Heads World (Interactive Brains) |            |                    |                      | |
| Toy Shop Tycoon | Simulação  | Seed Studios       | Majesco              | 29 de abril de 2008                                                                                 |
| Another Code: Two Memories/Trace Memory (North America) (JP) (EU) (NA)                                                                      |            | Cing               | Nintendo             | 24 de fevereiro de 2005 24 de junho de 2005 8 de setembro de 2006                                   |
| Trauma Center: Under the Knife (JP) (NA) (EU)                                                                                               |            | Atlus              | Atlus                | 30 de junho de 2005 15 de agosto de 2005 28 de abril de 2006                                        |
| True Swing Golf/Touch Golf (Europe)(JP) (NA) (EU)                                                                                           |            | T&E Soft           | Nintendo             | 23 de janeiro de 2006 10 de novembro de 2005 25 de novembro de 2005                                 |
| Tsubasa Chronicle |            | Arika              | Arika                | 2005                                                                                                |
| Tsubasa Chronicle Vol.2 |            | Arika              | Arika                | 2006                                                                                                |

## U
| Título                                               | Gênero    | Desenvolvedor           | Editor                  | Datas de lançamento                                              |
| ---------------------------------------------------- | --------- | ----------------------- | ----------------------- | ---------------------------------------------------------------- |
| Ubukawa Detective Case Files: The Masquerade Lullaby |           | Genki                   |                         |                                                                  |
| Ultimate Brain Games (UR) (WF)                       |           | TeleGames               |                         |                                                                  |
| Ultimate Card Games (TeleGames) (UR) (WF)            |           | TeleGames               |                         |                                                                  |
| Ultimate Pocket Games (TeleGames) (UR) (WF)          |           | TeleGames               |                         |                                                                  |
| Ultimate Spider-Man (NA) (EU) (JP)                   |           | Vicarious Visions       | Activision              | 19 de setembro de 2005 14 de outubro de 2005 25 de maio de 2006  |
| Unou No Tatsujin Soukai! Machigai Museum (JP)        |           | Namco                   | Namco                   | 9 de fevereiro de 2006                                           |
| The Urbz: Sims in the City (SA)                      | Simulação | Griptonite Games        | Electronic Arts         | 17 de novembro de 2004 2 de dezembro de 2004 11 de março de 2005 |
| Urusei Yatsura: Endless Summer                       |           | Marvelous Entertainment | Marvelous Entertainment | 20 de novembro de 2005                                           |

## V
| Título                                  | Gênero         | Desenvolvedor    | Editor            | Datas de lançamento                                                 |
| --------------------------------------- | -------------- | ---------------- | ----------------- | ------------------------------------------------------------------- |
| Vandal Hearts (UR)                      | RPG/Estratégia | Konami           |                   |                                                                     |
| Valkyrie Profile: Covenant of the Plume | RPG/Estratégia |                  |                   | 1.º de novembro de 2009 17 de março de 2009 3 de abril de 2009      |
| Viewtiful Joe: Double Trouble           | Plataforma     | Clover Studios   | Capcom            | 2 de novembro de 2005 9 de novembro de 2005 24 de fevereiro de 2006 |
| Virtual Villagers: A New Home           | Simulação      | Last Day of Work | DTP Entertainment | 2009                                                                |

## W
| Título                                                         | Gênero  | Desenvolvedor       | Editor   | Datas de lançamento                                                                                       |
| -------------------------------------------------------------- | ------- | ------------------- | -------- | --- |
| WarioWare: Touched! (Nintendo) (JP) (NA) (EU) (NZ)             |         | Intelligent Systems | Nintendo | 2004 - 2 de dezembro 2005 - 14 de fevereiro 24 de fevereiro de 2005 2005 - 11 de março 2005 - 23 de julho |
| Wario: Master of Disguise (Nintendo) (NA) (JP)                 |         | Suzak               | Nintendo | 2007 - 5 de março 2007 - 18 de janeiro                                                                    |
| Whac-A-Mole (Activision) (NA) (EU)                             |         |                     |          | 2005 - 20 de setembro 2006 - 12 de outubro                                                                |
| Wi-Fi Taiou: Yakuman DS (Nintendo)                             |         |                     |          | |
| WiNX (Konami) (UR)                                             |         |                     |          | |
| World Poker Championship: Deluxe Edition (Crave Entertainment) |         |                     |          | |
| World Reborn Unification (NeoPong Software)                    |         |                     |          | |
| Winning Eleven: Pro Evolution Soccer 2007 (Konami) (UR) (WF)   | Esporte |                     |          | |
| Worms: Open Warfare (NA) (EU)                                  |         | Team17              | THQ      | 22 de março de 2006 24 de março de 2006                                                                   |
| Worms: Open Warfare 2 (NA) (EU)                                |         | Team17              | THQ      | julho de 2007 por anunciar                                                                                |
| WWE SmackDown vs. Raw 2008                                     |         | Yuke's              | THQ      | Q4 2007                                                                                                   |

## X
| Título                                          | Gênero | Desenvolvedor          | Editor | Datas de lançamento                       |
| ----------------------------------------------- | ------ | ---------------------- | ------ | ----------------------------------------- |
| Xenosaga I & II (Namco) (JP)                    |        |                        |        |                                           |
| Xiaolin Showdown                                |        | Razorback Developments | Konami | 16 de novembro de 2006 2 de março de 2007 |
| X-Men 3 The Official Game (Amaze Entertainment) |        |                        |        |                                           |

## Y
| Título                                          | Gênero | Desenvolvedor       | Editor      | Datas de lançamento                                                             |
| ----------------------------------------------- | ------ | ------------------- | ----------- | ------------------------------------------------------------------------------- |
| Yakitate!! Japan (JP) - GameSpot                |        | Bandai              | Bandai      | 2006 - 12 de janeiro                                                            |
| Yakuman DS (JP) - GameSpot                      |        | Intelligent Systems | Nintendo    | 2005 - 31 de março                                                              |
| Yoshi's Island DS (NA) (AU) (EU) - GameSpot     |        | Artoon              | Nintendo    | 2006 - 13 de novembro 2006 - 23 de novembro 2006 - 1.º de dezembro              |
| Yoshi Touch & Go (JP) (NA) (EU) (CH) - GameSpot |        | Nintendo            | Nintendo    | 2006 - 27 de janeiro 2005 - 14 de março 2005 - 6 de maio 2006 - 14 de fevereiro |
| Ys Strategy - GameSpot                          |        | Future Creates      | Marvelous   | 2006 - 23 de março 2006 - 17 de novembro 2006 - 7 de dezembro                   |
| Yu-Gi-Oh! GX Spirit Caller (EU) (WF) - GameSpot |        | Konami              | Konami      | 2006 - 30 de novembro 2007 - 2 de janeiro                                       |
| Yu-Gi-Oh! Nightmare Troubadour GameSpot         |        | Konami              | Konami      | 2005 - 21 de julho 2005 - 30 de agosto 2005 - 18 de novembro                    |
| Yu Yu Hakusho DS GameSpot                       |        | Takara Tomy         | Takara Tomy | 2006 - 21 de setembro                                                           |

## Z
| Título                      | Gênero    | Desenvolvedor   | Editor                 | Datas de lançamento                                           |
| --------------------------- | --------- | --------------- | ---------------------- | ------------------------------------------------------------- |
| Zendoku                     | Puzzle    | Zoonami         | Eidos Interactive      |                                                               |
| Zoey 101: Field Trip Fiasco |           | THQ             | THQ                    | 2007 - 11 de setembro                                         |
| Zoids Saga DS               |           | Tomy            | Tomy                   |                                                               |
| Zoo Keeper                  | Simulação | Success         | Ignition Entertainment | 2004 - 2 de dezembro 2005 - 18 de janeiro 2005 - 11 de março  |
| Zoo Tycoon DS               | Simulação | Blue Fang Games | THQ Sega               | 2005 - 11 de outubro 2005 - 11 de novembro 2006 - 20 de abril |